# 電子線後方散乱回折法

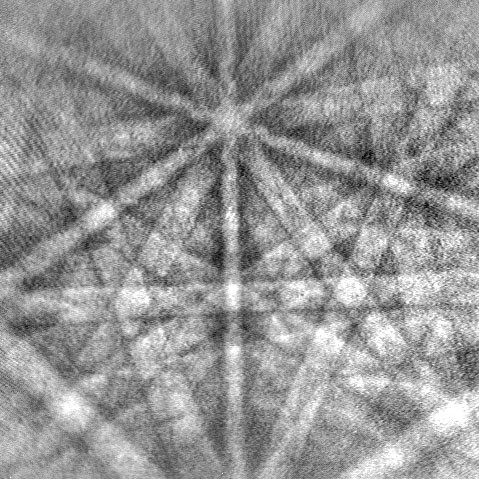
電子線後方散乱回折パターン

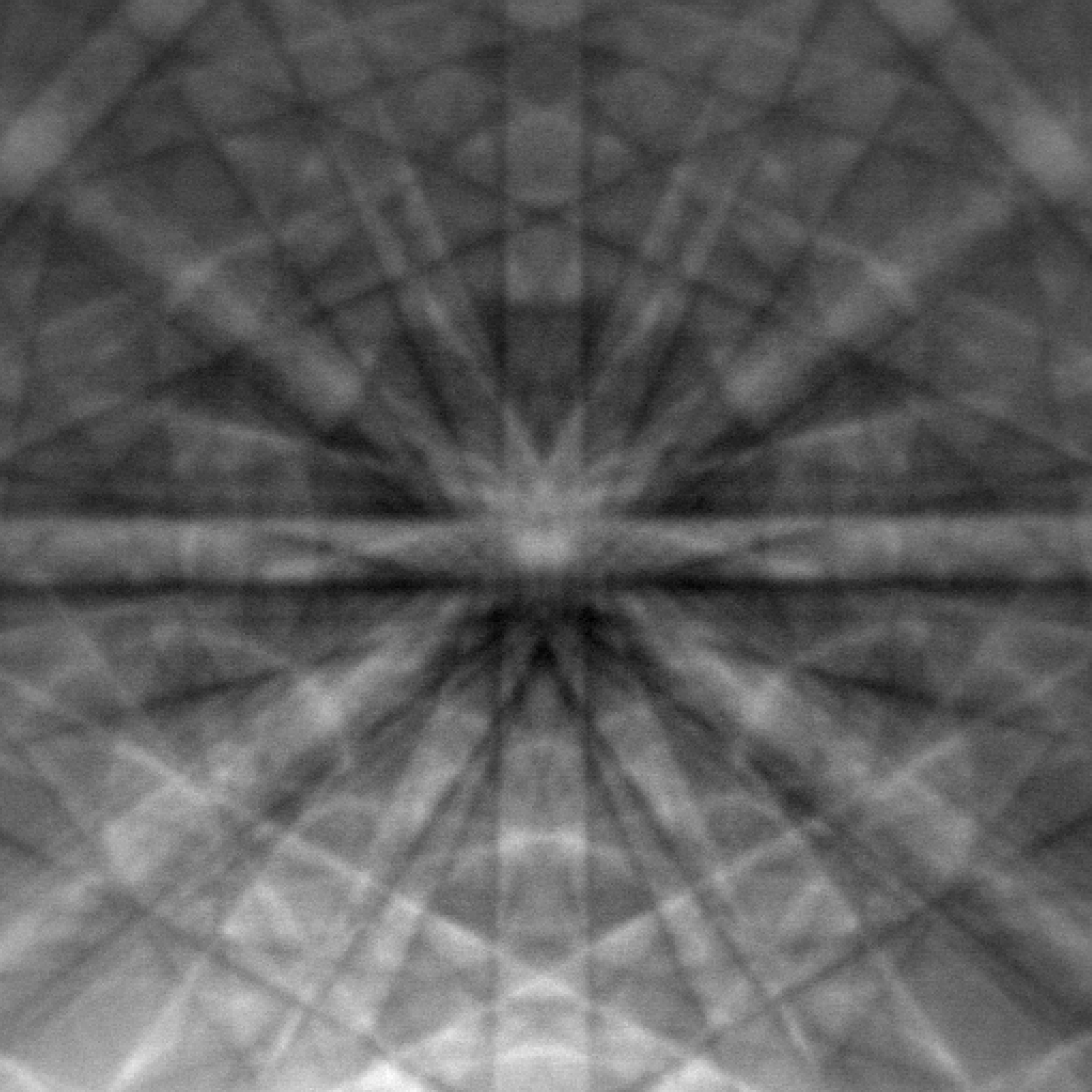
電界放出型電子銃(20キロボルト)で得られた単結晶シリコンの電子後方散乱回折パターン

電子線後方散乱回折法（でんしせんこうほうさんらんかいせつほう、Electron backscatter diffraction、略称：EBSD）とは、測定対象の物質に電子線を照射して試料表面から約50nm以下の領域の各結晶面で回折電子から生じた後方散乱回折を解析して結晶性材料の構造などを調べる手法。
EBSP： Electron Backscatter Pattern、SEM-OIM、OIMとも呼ばれる。

## 概要
走査電子顕微鏡（SEM）と組み合わせて、約60～70°傾斜した結晶性試料に電子線を照射し、試料からの反射電子を蛍光板に捉えることにより結晶構造を反映した菊池パターンを取得してビームの当たった一点からの結晶の方位情報を得る。次に電子ビームをスキャンし、対象領域の全測定点からの方位情報をソフト上で構築し、マッピング像を取得することによって試料の結晶方位・結晶粒・歪み・応力などの情報を得る。電子線回折法より容易にかつ広い領域の結晶情報を得ることができる。